# Callitula prima
Callitula prima är en stekelart som först beskrevs av Girault 1913.  Callitula prima ingår i släktet Callitula och familjen puppglanssteklar. Inga underarter finns listade.